# Manúbrio
O manúbrio constitui a parte superior do osso esterno e se une ao corpo deste no chamado ângulo infraesternal, que é uma crista transversa saliente, facilmente palpável e ponto de referência importante, pois marca o ponto de junção do esterno com a segunda costela (através da cartilagem costal) e, assim, permite a contagem das costelas in vivo.